# Міжконтинентальний кубок з пляжного футболу
Міжконтинентальний (інтерконтинентальний) кубок з пляжного футболу (англ. Beach Soccer Intercontinental Cup) — найпрестижніший після Чемпіонату світу міжнародний турнір з пляжного футболу. Є аналогом Кубку Конфедерацій у великому футболі. Перший розіграш Міжконтинентального кубку відбувся у листопаді 2011 року в Об'єднаних Арабських Еміратах та завершився перемогою збірної Росії, яка здолала у фіналі бразильців. У 2012 році було підписано договір між спонсорами змагань та BSWW, згідно з яким наступні 5 років турнір буде відбуватися у місті Дубай, крім того, ще під час першого розіграшу, до назви турніру додалося ім'я титульного спонсора, після чого повна назва змагань стала наступною: Samsung Beach Soccer Intercontinental Cup.

## Формат турніру
В турнірі беруть участь вісім команд: по одній команді від кожної з шести конфедерацій, що входять до складу ФІФА, діючий чемпіон світу та команда-господар турніру. Якщо одна з шести збірних-переможниць змагань у своїй конфедерації є господарем турніру чи чемпіоном Мундіалю, то конфедерацію представляють дві країни, а другою командою стає збірна, що посіла у континентальних змаганнях наступну позицію в підсумковій таблиці.
Вісім команд діляться на дві групи по чотири команди, котрі грають між собою у одне коло. Збірні, що зайняли перші та другі місця у своїх групах, виходять до півфіналів, переможці яких зустрічаються між собою у фінальному двобої, а невдахи розігрують 3-4 місце у очній зустрічі.

## Призери змагань
| 2011 Деталі | Дубай, ОАЕ | Росія    | 5 : 4 (ОТ) | Бразилія | Швейцарія  | 4 : 4 (ОТ) (1 : 0 пен.) | ОАЕ       |
| 2012 Деталі | Дубай, ОАЕ | Росія    | 7 : 4      | Бразилія | ОАЕ        | 8 : 7 (ОТ)              | Нігерія   |
| 2013 Деталі | Дубай, ОАЕ | Іран     | 4 : 3      | Росія    | ОАЕ        | 8 : 7                   | Швейцарія |
| 2014 Деталі | Дубай, ОАЕ | Бразилія | 3 : 2 (ОТ) | Росія    | Португалія | 3 : 0                   | Іран      |
| 2015 Деталі | Дубай, ОАЕ | Росія    | 5 : 2      | Таїті    | Іран       | 2 : 2 (ОТ) (3 : 2 пен.) | Єгипет    |
| 2016 Деталі | Дубай, ОАЕ |          |            |          |            |                         |           |

## Розподіл медалей за країнами
| # | Команда    | Переможець           | Друге місце    | Третє місце    | Четверте місце |
| - | ---------- | -------------------- | -------------- | -------------- | -------------- |
| 1 | Росія      | 3 (2011, 2012, 2015) | 2 (2013, 2014) | –              | –              |
| 2 | Бразилія   | 1 (2014)             | 2 (2011, 2012) | –              | –              |
| 3 | Іран       | 1 (2013)             | –              | 1 (2015)       | 1 (2014)       |
| 4 | Таїті      | –                    | 1 (2015)       | –              | –              |
| 5 | ОАЕ        | –                    | –              | 2 (2012, 2013) | 1 (2011)       |
| 6 | Швейцарія  | –                    | –              | 1 (2011)       | 1 (2013)       |
| 7 | Португалія | –                    | –              | 1 (2014)       | –              |
| 8 | Нігерія    | –                    | –              | –              | 1 (2012)       |
| 9 | Єгипет     | –                    | –              | –              | 1 (2015)       |